# Golden, Oregon
Golden är en övergiven gruvstad vid Coyote Creek i  Josephine County i staten Oregon i nordvästra USA. Den hade två kyrkor, men ingen saloon, så gruvarbetarna fick släcka sin törst i närbelägna Grave Creek.
Golden är utnämnt till historiskt minnesmärke i National Register of Historic Places som Golden Historic District och till State Heritage Site i Oregon.

## Historia
I slutet av 1840-talet hittade man guld kring Coyote Creek och folk slog sig ner där. Men när man fann guld i närbelägna Salmon River år 1860 flyttade de flesta guldgrävarna dit.
De övergivna inmutningarna övertogs av en kinesisk entreprenör som hade omkring 500 kineser till att vaska guld för sig. När guldgrävarna återvände till Golden från Salmon River år 1872 tvingade de bort kineserna.
År 1885 byggdes en skola cirka 800 meter nedströms från Golden. 
Frikyrkopastor William Ruble, från Cambelliterna, lät bygga en kyrka år 1892, och  en annan församling hade sina gudstjänster i skolhuset.
Familjen Ruble började att utvinna guld med hjälp av vattenspolning och en 4 km lång rörledning byggdes för att förse sprutmunstyckena med vatten. På några få år utvann de guld för $1,5 miljoner.
År 1892 bodde det mer än 150 personer längs Coyote Creek. En affär hade byggts, postkontoret öppnade år 1896 och 1915 byggdes ett stampverk.
Kyrkan, affären, ett vagnslider och flera bostäder finns fortfarande kvar.